# 쇼팽 국제 피아노 콩쿠르

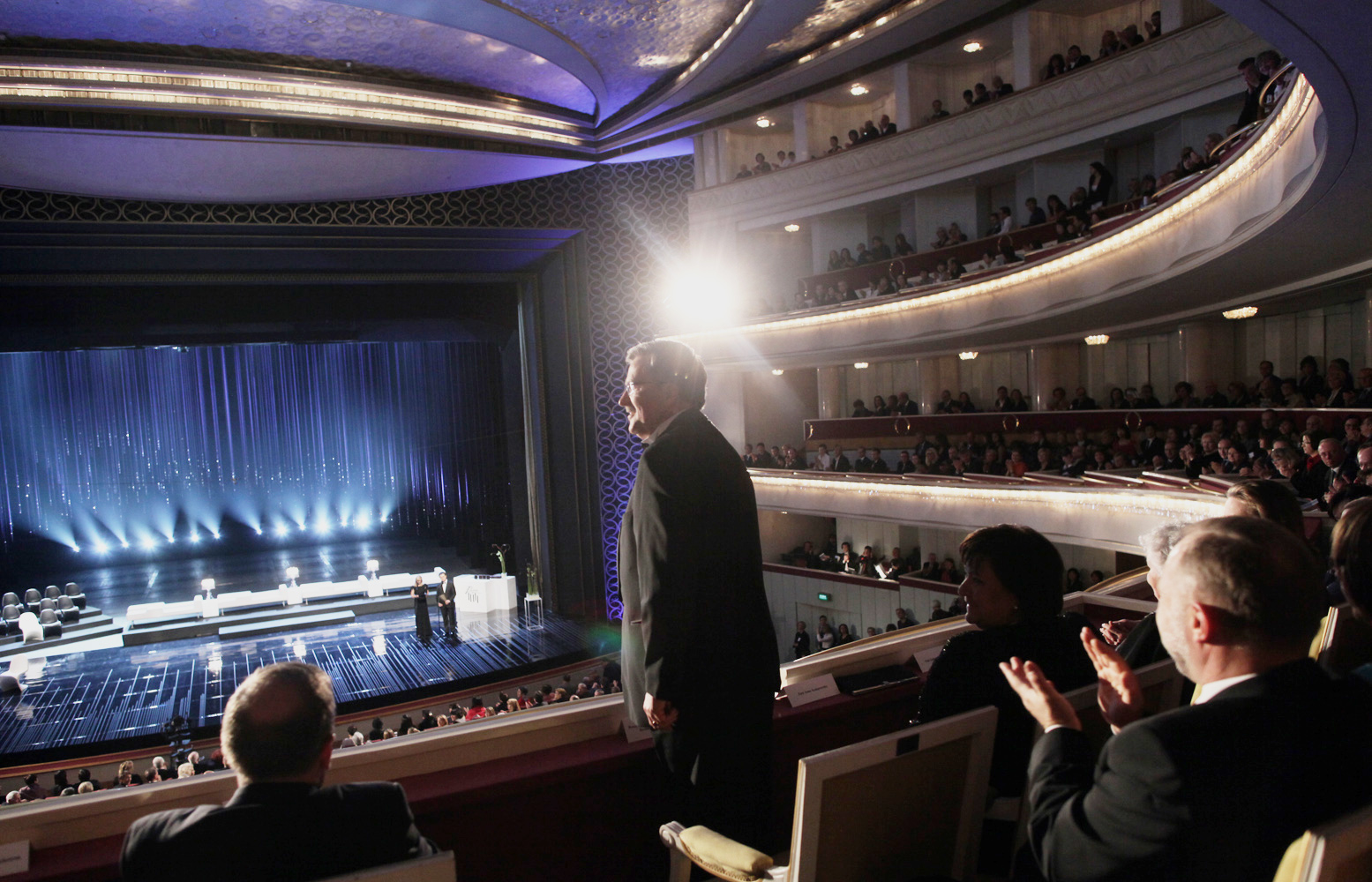
2010년의 쇼팽 대회

쇼팽 국제 피아노 콩쿠르(폴란드어: Międzynarodowy Konkurs Pianistyczny im. Fryderyka Chopina, 영어: International Frederick Chopin Piano Competition)는 폴란드 태생의 작곡가이자 피아노 연주자인 프레데리크 쇼팽을 기념하여 1927년에 제1회가 개최된 피아노 경연 대회이다. 현재 세계적으로 가장 권위있는 대회의 하나로, 피아노 연주자가 되고자 하는 이들에게는 최고의 등용문이라 일컬어진다.

## 개요
쇼팽의 고향인 폴란드의 바르샤바에서 5년에 한 번씩, 쇼팽의 기일인 10월 17일 전후 3주에 걸쳐 개최되며 과거의 입상자 명단을 보면 세계의 거장과 이름이 겹친다. 제2차 세계 대전 중에는 개최가 중단되었다. 연주 곡목은 쇼팽의 것만을 대상으로 한다. 연령 제한은 17~28세이다. 선택할 수 있는 피아노는 매 대회마다 달랐으며, 지금까지 나왔던 피아노는 스타인웨이, 뵈젠도르퍼, 파치올리, 야마하, 가와이 등이다. 
제5회까지의 우승자는 소련, 폴란드 출신자로만 점철되었으나, 1960년에 이탈리아의 마우리치오 폴리니가 심사위원장인 아르투르 루빈슈타인에게서 “(기술 면으로는) 우리 (심사위원) 누구보다도 뛰어나다.”라는 말을 들을 정도의 뛰어난 실력으로 우승한 이후, 서양 각국의 나라에서도 우승자가 나오게 되면서 현재의 클래식 피아노 연주자 세계에서 정점에 설 만한 재능을 세상에 펼쳐보이고 있다.

## 일화
- 제1회 콩쿠르 당시에는 소련의 작곡가 드미트리 쇼스타코비치가 참여했다. 그가 2위로 입상했다는 이야기도 있으나, 4위까지의 공식 입상자 리스트에는 포함되어 있지 않다. 대신 그는 명예상을 받았다.
- 이 콩쿠르는 주목도가 높은 만큼 수많은 스캔들을 일으켰다. 제5회 때 블라디미르 아슈케나지가 2위를 한 것에 분개한 미켈란젤리가 심사위원을 사임하겠다고 하는 소동이 있었다. 제10회에서는 이보 포고렐리치의 연주를 두고 심사위원들의 의견이 나뉘어, 제1차 예선을 통과한 것에 항의하며 루이스 켄트너가 심사위원을 사임하고, 그 이후 3차 예선에서 포고렐리치가 떨어진 것에 반발한 마르타 아르헤리치가 화가 나 심사위원을 사임하는 대소동이 일어났다. 개릭 올슨과 제프리 스완이 경쟁하게 된 제8회에서는 스완이 의도적으로 제3차 예선에서 낙선당하고 회장 앞에서 항의 전단을 돌리는 사태까지 전개되었다.
- 1942년은 제 2차 세계대전으로 인해 열리지 못했으며, 7년후인 1949년에 개최하게 되었다.
- 2005년의 제15회 콩쿠르에서는 응모자 333명 전원의 신청을 접수하여 바르샤바에서 예선전이 펼쳐졌다. 80명의 본선 진출자 중 20명이 폴란드인, 20명이 일본인이었다. 한국의 피아니스트 임동혁은 본선에서 연주 도중 피아노 안에 조율 도구가 그대로 들어있다는 것을 알아차리고 1악장을 끝낸 후 일단 연주를 멈추고, 점검 후에 다시 연주를 재개했다.
- 2010년의 제 16회 콩쿠르에서는 심사위원 중 한 명이 특정 참가자에게 점수를 많이 주는 등 편파 심사를 하여 점수표를 공개하는 상황까지 벌어졌다.
- 2015년 제 17회 콩쿠르에서 조성진 피아니스트의 우승. 제 9회 콩쿠르 우승자인 크리스티안 지메르만은 그의 연주를 듣고 다른 참가자들의 연주를 듣지도 않고 바이올리니스트 정경화에게 조성진이 우승할 것이라는 문자를 보냈다고 한다. 심사위원 중 한 명인 프랑스의 피아니스트 필리프 앙트르몽이 우승자 조성진에게 결선에서 10점 만점에 1점을 준 것이 알려져 논란이 되었다..

## 역대 수상자
| ::연도:: | 1위                                                 | 2위                                             | 3위                       | 4위                                           | 5위                                       | 6위                         | 명예상                |
| -------- | --------------------------------------------------- | ----------------------------------------------- | ------------------------- | --------------------------------------------- | ----------------------------------------- | --------------------------- | --------------------- |
| 1927     | 레프 오보린                                         | 스타니스와프 슈피날스키                         | 루자 에트킨               | 그리고리 긴즈부르크                           | 수상자 없음                               |                             | 드미트리 쇼스타코비치 |
| 1932     | 알렉산드르 우닌스키                                 | 웅가르 임레                                     | 볼레수아프 콘             | 아브람 루페르                                 | 켄트네르 러요시                           | 레오니트 사갈로프           |                       |
| 1937     | 야코프 자크                                         | 로자 타마르키나                                 | 비톨트 마우추진스키       | 랜스 도소어                                   | 염보르 어기                               | 에디트 피히트악센펠트       |                       |
| 1942     |                                                     |                                                 |                           |                                               |                                           |                             |                       |
| 1949     | 벨라 다비도비치 할리나 체르니스테판스카 (공동 수상) | 바르바라 헤세-부콥스카                          | 발데마르 마치셉스키       | 게오르기 무랍로프                             | 부아디수아프 켄드라                       | 리샤르드 바크스트           |                       |
| 1955     | 아담 하라셰비치                                     | 블라디미르 아시케나지                           | 푸총                      | 베르나르 린제셍                               | 나움 시타르크만                           | 드미트리 파페르노           |                       |
| 1960     | 마우리치오 폴리니                                   | 이리나 자리츠카야                               | 타니아 아초트-하루투니안  | 리밍창                                        | 지나이다 이그나톄바                       | 발레리 카스텔스키           |                       |
| 1965     | 마르타 아르헤리치                                   | 아르투르 무레이라 리마                          | 마르타 소신스카           | 나카무라 히로코                               | 에드워드 오어                             | 엘즈비에타 구앙봅나         |                       |
| 1970     | 개릭 올슨                                           | 우치다 미쓰코                                   | 표트르 팔레츠니           | 유진 인딕                                     | 나탈랴 가브릴로바                         | 야누시 올레이니차크         |                       |
| 1975     | 크리스티안 지메르만                                 | 디나 요페                                       | 타탸나 페드키나           | 파벨 길릴로프                                 | 딘 크레이머                               | 디아나 칵수                 |                       |
| 1980     | 당타이선                                            | 타탸나 셰바노바                                 | 아루튠 파파쟌             | 수상자 없음                                   | 에비 아키코 에바 포부오츠카               | 에릭 베르쇼 이리나 폐트로바 |                       |
| 1985     | 스타니슬라프 부닌                                   | 마르크 라포레                                   | 크시슈토프 야브원스키     | 코야마 미치에                                 | 장마르크 뤼사다                           | 타탸나 피카이젠             |                       |
| 1990     | 수상자 없음                                         | 케빈 케너                                       | 요코야마 유키오           | 코라도 롤레로 마르가리타 셰프첸코 (공동 수상) | 안나 말리코바 타카하시 타카코 (공동 수상) | 카롤린 사제망               |                       |
| 1995     | 수상자 없음                                         | 필리프 지우시아노 알렉세이 술타노프 (공동 수상) | 가브리엘라 몬테로         | 렘 우라신                                     | 미야타니 리카                             | 마그달레나 리사크           |                       |
| 2000     | 리윈디                                              | 잉그리드 플리터                                 | 알렉산더 코브린           | 천싸                                          | 알베르토 노세                             | 사토 미카                   |                       |
| 2005     | 라파우 블레하치                                     | 수상자 없음                                     | 임동혁 임동민 (공동 수상) | 세키모토 쇼헤이 야마모토 다카시 (공동 수상)   | 수상자 없음                               | 리카링(콜린 리)             |                       |
| 2010     | 율리아나 아브제예바                                 | 루카스 게뉴샤스 잉골프 분더 (공동 수상)         | 다닐 트리포노프           | 에브게니 보자노프                             | 프랑수아 뒤몽                             | 수상자 없음                 |                       |
| 2015     | 조성진                                              | 샤를 리샤르아믈랭                               | 케이트 류                 | 에릭 루                                       | 이케 토니 양                              | 드미트리 쉬스킨             |                       |
| 2021     | 브루스 샤오위 류                                    | 알렉산데르 가디예프 소리타 쿄헤이 (공동 수상)   | 마르틴 가르시아 가르시아  | 코바야시 아이미 야쿠프 쿠슐리크 (공동 수상)   | 레오노라 아르멜리니                       | J J 쥔 리 부이              |                       |

## 같이 보기
- 퀸엘리자베스 콩쿠르
- 차이콥스키 국제 콩쿠르
- 리즈 국제 피아노 콩쿠르